# Киясбеков, Микаил Мансур-бек оглы
Микаил Мансур-бек оглы Киясбеков (15 марта 1910 — 6 марта 1984) — советский военный лётчик, полковник.

## Биография
Микаил Киясбеков родился 15 марта 1910 года в селе Даг Кесаман Казахского уезда в семье Мансур-бека Киясбекова, работавшего переводчиком при канцелярии Батумского генерал-губернатора. Он рано потерял отца, в семье было четверо детей — старший брат Исрафил (погиб в ходе антисоветского мятежа в Загатале в апреле 1931 года, у него осталась дочь Севиль) и сестры Шахнабад и Шараф остались на попечении матери. В начале 1920 года десятилетний Микаил был зачислен в кадетский корпус, переименованный после советизации в военное училище, которое он окончил в 1924 году. В 1928 году он был направлен учиться в Киевскую военную школу связи. После окончания школы связи в 1930 году, был направлен для дальнейшего прохождения службы в авиационную часть, а позже в Киевское училище военных летчиков, которое он окончил в 1932 году. Принимал участие в освобождении Западной Белоруссии Красной армией.

### Великая Отечественная война
Великую Отечественную войну летчик Микаил Киясбеков встретил в Смоленске в составе 1-го авиакорпуса. В составе подразделения авиации дальнего действия участвовал в бомбардировке Берлина в 1941 году. В течение всей войны служил в АДД и занимал должность начальника службы связи и радионавигации авиакорпуса. Добровольно принимал участие в боевых вылетах. Участвовал в обороне Москвы и Сталинграда, совершил десятки боевых вылетов.

### Послевоенные годы
После войны продолжил службу в подмосковном городе Монино, далее в украинском Чернигове. Авиакорпус, в котором он служил, входил в состав 50-й Воздушной армии. В августе 1951 года он окончил высшие академические курсы при Военной академии связи. Затем местом службы Киясбекова был город Умань, откуда он был направлен в Белую Церковь. В 1959 году вышел в отставку и переезхал в Баку. Микаил Киясбеков руководил военно-патриотической работой при Насиминском военкомате города Баку, принимал активное участие в общественной жизни, был инспектором Союза охотников.